# Hans Schmitz (Politiker)
Hans Schmitz (* 10. Dezember 1896 in Godesberg; † 8. Januar 1986 in Zürich) war ein deutscher Politiker der CDU und Mitglied des Deutschen Bundestages.

## Beruf
Hans Schmitz war Kaufmann. 1925 eröffnete er in Bonn ein Spezialstoffgeschäft und errichtete in den nächsten Jahren bis 1932 Filialen in Düsseldorf, Duisburg, Dortmund und Köln. 1938 gründete er einen Textilgroßhandel und 1945 einen Fabrikationsbetrieb. Von 1947 bis 1952 und wiederum von 1966 bis 1970 war er Präsident der IHK Bonn. Von 1947 bis 1966 war er außerdem Präsident des Deutschen Einzelhandels. Beide Organisationen ernannten ihn nach dem Ende seiner Amtszeit zum Ehrenpräsidenten.

## Politische Tätigkeit
Schmitz kandidierte 1949 für die CDU im Wahlkreis Rheydt–Mönchengladbach–Viersen, wurde mit 37,4 % der Stimmen direkt gewählt und gehörte somit dem ersten Deutschen Bundestag an. In den nächsten Legislaturperioden war er nicht mehr im Parlament vertreten.